# قهرمانی کشتی جهان ۱۹۲۰
قهرمانی کشتی جهان ۱۹۲۰ نهمین دوره از رقابت‌های قهرمانی جهان می‌باشد که از ۴ تا ۸ سپتامبر ۱۹۲۰ در وین، اتریش برگزار گردید.

## جدول مدال‌ها
| رتبه           | کشور           | طلا | نقره | برنز | مجموع |
| -------------- | -------------- | --- | ---- | ---- | ----- |
| ۱              | اتریش          | ۲   | ۳    | ۱    | ۶     |
| ۲              | آلمان          | ۲   | ۰    | ۳    | ۵     |
| ۳              | مجارستان       | ۱   | ۲    | ۱    | ۴     |
| مجموع (۳ کشور) | مجموع (۳ کشور) | ۵   | ۵    | ۵    | ۱۵    |

## خلاصه مدال‌ها

### فرنگی مردان
| رویداد   | طلا                     | نقره                       | برنز                         |
| ۶۰ ک‌گ    | Franz Reitmeier · آلمان | József Pongrácz · مجارستان | Gustav Boukal · اتریش        |
| ۶۷٫۵ ک‌گ  | Ödön Radvány · مجارستان | Deszö Peter · مجارستان     | Miklós Breznotics · مجارستان |
| ۷۵ ک‌گ    | Viktor Fischer · اتریش  | Lorenz Koczanderle · اتریش | Philipp Heß · آلمان          |
| ۸۲٫۵ ک‌گ  | Michael Heinl · اتریش   | Josef Mach · اتریش         | Wilhelm Knöpfle · آلمان      |
| ۸۲٫۵+ ک‌گ | Heinrich Bock · آلمان   | Franz Wagner · اتریش       | Adolf Kurz · آلمان           |